# باغ نصر
باغ نصر یک روستا در ایران است که در بخش مرکزی شهرستان سیرجان واقع شده‌است. باغ نصر ۳۴ نفر جمعیت دارد.